# Тарнавка (річка)
Тарнавка (пол. Tarnawka (dopływ Skawy)) — гірська річка в Польщі, у Суському повіті Малопольського воєводства. Ліва притока Скави, (басейн Балтійського моря).

## Опис
Довжина річки 11, 24 км, найкоротша відстань між витоком і гирлом — 9,32  км, коефіцієнт звивистості річки — 1, 21 .

## Розташування
Бере початок на східних схилах гори Лісковець (922 м) на висоті 640 м над рівнем моря (гміна Зембжице). Тече переважно на північний схід через село Тарнаву Гурну і у Тарнаві Дольній впадає у річку Скаву, праву притоку Вісли.

## Цікавий факт
- Біля гирла річку перетинає автошлях  28 (Львів — Затор).